# Mailley-et-Chazelot
Mailley-et-Chazelot is een gemeente in het Franse departement Haute-Saône (regio Bourgogne-Franche-Comté) en telt 618 inwoners (2011). De plaats maakt deel uit van het arrondissement Vesoul.

## Geografie
De oppervlakte van Mailley-et-Chazelot bedraagt 25,3 km², de bevolkingsdichtheid is 24,4 inwoners per km².
De onderstaande kaart toont de ligging van Mailley-et-Chazelot met de belangrijkste infrastructuur en aangrenzende gemeenten.

## Demografie
Onderstaande figuur toont het verloop van het inwonertal (bron: INSEE-tellingen).